# الحارث بن عرفجة
الحَارِثُ بن عَرْفَجَةَ صحابي من الأنصار من بني غنم بن السَّلْم من الأوس، اختلف المؤرخون في شهوده غزوة بدر، فذكره موسى بن عقبة والواقدي وعبد الله بن محمد بن عمارة الأنصاري فيمن شهدها، ولم يذكره ابن إسحاق وأبو معشر البلخي. وذكره  ابن سعد فيمن شهد غزوتي بدر وأحد، وقال أنه لم يكن له عقب.